# Женская война (роман)
«Женская война» (фр. La guerre des femmes) — политико-исторический роман Александра Дюма, написанный в 1845 году, чьи события разворачиваются во время междоусобных войн Франции в XVII веке. На его основе была написана одноимённая пьеса.

## Сюжет
Эпоха гражданских войн во Франции в 1648—1653 годах. Королева Анна Австрийская воюет против принцессы Конде, племянницы кардинала Ришельё, жены принца Людовика II де Конде, известного как Великий Конде. Главный герой, барон Луи де Каноль влюблен одновременно в двух женщин Нанон де Лартиг и виконтессу де Канб, которые находятся по разные стороны баррикад.
Этот роман примыкает по содержанию к роману «Двадцать лет спустя». Для написания книги Дюма использовал «Мемуары г-на Л., государственного советника», которые были написаны, как он выяснил, Пьером Ленэ, близким к дому принцев Конде. Эти мемуары содержат описание гражданской войны, известной как Новая фронда или Женская война (из-за того, что среди ее вдохновителей было много женщин).

## Экранизация
- По мотивам романа был снят телевизионный сериал «Женская война», 1986 года выпуска[3].